# Gods of Blitz
Gods of Blitz ist eine Rockband, die 2004 in Berlin gegründet wurde.

## Geschichte
Die Band wurde im September 2004 in Berlin gegründet. 12 Monate später erschien das erste Album Stolen Horse beim Label Four Music, aus dem zwei Singles ausgekoppelt wurden. Im Sommer 2006 spielten Gods of Blitz auf einigen Festivals, zum Beispiel auf dem Hurricane, Southside, Frequency, Taubertal-Festival, Bochum Total oder Rocco del Schlacko. Zudem waren sie Vorband von Wolfmother und Maxïmo Park und tourten durch Deutschland, England, die Niederlande und Österreich. Bei der You FM-Night auf dem Hessentag 2007 spielten sie als Vorband der  Fantastischen Vier, denen zu diesem Zeitpunkt auch das Label Four Music gehörte.
Am 28. Mai 2008 gab die Band die Trennung von Frontmann und Bassist Sebastian Gäbel bekannt (jetzt beim Künstlerkollektiv The String Theory). Sein Nachfolger wurde Nico Kozik. Carsten Brocker (Synthesizer) komplettierte das Line-up. Nach einer Tournee wurde die Band inoffiziell aufgelöst. 
Viereinhalb Jahre nach dem letzten gemeinsamen Auftritt kehrten Gods of Blitz wiedervereint – in Originalbesetzung – für zwei Reunion-Konzerte am 25. und 27. Mai 2012 ins Lido, Berlin zurück.
Am 24. August 2020 verkündete Frontmann Sebastian Gäbel über die Instagram-Seite der Band, dass am 28. August 2020 die neue Single Cactus Complex erscheinen wird.

## Diskografie

### Alben
- 2005: Stolen Horse
- 2007: Reporting a Mirage
- 2009: Under the Radar
- 2020: Now

### Singles und EPs
- 2005: Gods of Blitz (EP)
- 2005: Greetings from Flashbackville
- 2006: The Rising (2005 auch als EP)
- 2007: New Wave Wipe-Out
- 2007: I Know That You Know That I Know
- 2020: Cactus Complex